# John Bell (politician din Tennessee)
John Bell (n. 18 februarie 1796, Tennessee, SUA – d. 10 septembrie 1869, Tennessee, SUA) a fost un politician, avocat, și moșier⁠(d) american. Unul din cei mai proeminenți politicieni antebelici⁠(d) din Tennessee, el a servit în Camera Reprezentanților între 1827 și 1841, și în Senat între 1847 și 1859. A fost speaker al Camerei⁠(d) pentru Congresul al 23-lea⁠(d) (1834-1835), și pentru scurt timp a servit ca secretar de război în timpul administrației lui William Henry Harrison (1841). În 1860, a candidat la președinție din partea Partidului Uniunea Constituțională⁠(d), un partid minor care avea o poziție neutră față de problema sclaviei.
Inițial, aliat al lui Andrew Jackson, Bell s-a întors împotriva lui Jackson pe la jumătatea anilor 1830 și s-a aliniat cu Partidul Whig, schimbare care i-a adus porecla de „Marele Apostat”. S-a luptat constant cu aliații lui Jackson, și anume cu James K. Polk, pe teme cum ar fi banca națională⁠(d) și alocarea clientelară a posturilor bugetare⁠(d). După moartea lui Hugh Lawson White⁠(d) în 1840, Bell a devenit un lider recunoscut al Whig-ilor din Tennessee.
Deși era stăpân de sclavi, Bell era unul dintre puținii politicienii din Sud care s-au opus extinderii sclaviei în anii 1850, și a militat energic împotriva secesiunii în anii dinaintea Războiului Civil American. În campania lui prezidențială din 1860, a susținut că secesiunea este inutilă din moment ce Constituția protejează sclavia, argument care a rezonat cu alegătorii din statele de frontieră, ceea ce l-a ajutat să obțină voturi electorale din Tennessee, Kentucky și Virginia. După bătălia de la Fort Sumter din aprilie 1861, Bell a abandonat cauza Uniunii și a sprijinit Confederația, dar s-a retras din viața politică după secesiunea statului Tennessee și a mai trăit doar până în 1869. 